# Rogue One: O poveste Star Wars
Rogue One: O poveste Star Wars (titlu original: Rogue One, cunoscut și sub titlul informal Rogue One: A Star Wars Story) este un film american epic space opera din 2016 regizat de Gareth Edwards. Rolurile principale suntt interpretate de actorii Felicity Jones, Diego Luna, Riz Ahmed, Ben Mendelsohn, Donnie Yen, Jiang Wen, Forest Whitaker, Mads Mikkelsen, Alan Tudyk și Jonathan Aris.
Filmul prezintă povestea lui Jyn Erso, fiica proiectantului unei super-arme a Imperiului Galactic, Steaua Morții, în căutarea acesteia de a descoperi planurile armei pentru a o distruge.  
Produs de Lucasfilm și distribuit de Walt Disney Studios Motion Pictures,  filmul are loc între evenimentele dintre Răzbunarea Sith și O nouă speranță. Filmările principale au avut loc la Elstree Studios în apropiere de Londra de la începutul lunii august 2015 și s-au finalizat în februarie 2016, cu (re)filmări suplimentare la mijlocul lunii iunie 2016.  Rogue One  a avut premiera la Los Angeles la 10 decembrie 2016 și a fost lansat în Statele Unite la 16 decembrie 2016.

## Prezentare
Jyn Erso, o femeie soldat a Alianței Rebele, este pe cale de a experimenta cea mai mare provocare din viața ei atunci când Mon Mothma o trimite într-o misiune de a fura planurile unei arme a Imperiului galactic, Steaua Morții. Cu ajutorul rebelilor, al unui maestru spadasin și forțe ne-aliate, Jyn își va da seama că are de făcut ceva mult mai greu decât credea la începutul misiunii.

## Distribuție
| Actor                   | Personaj               |
| ----------------------- | ---------------------- |
| Felicity Jones          | Jyn Erso               |
| Ben Mendelsohn          | Director Orson Krennic |
| Diego Luna              | Ofițerul Cassian Andor |
| Forest Whitaker         | Saw Gerrera            |
| Riz Ahmed               | Bodhi Rook             |
| Donnie Yen              | Chirrut Imwe           |
| Jiang Wen               | Baze                   |
| Mads Mikkelsen          | Galen Erso             |
| Alan Tudyk              | K-2S0                  |
| Spencer Wilding         | Darth Vader            |
| James Earl Jones (voce) | Darth Vader            |
| Genevieve O'Reilly      | Mon Mothma             |